# Вознесенка (Благовещенский район)
Вознесенка — исчезнувший посёлок в Благовещенском районе Алтайского края России. На момент упразднения входил в состав Николаевского сельсовета. Исключен из учётных данных в 1983 году.

## География
Посёлок находился в западной части Алтайского края, в степной зоне, на правом берегу реки Хорошонок (приток реки Кулунда), на расстоянии примерно 3 километров (по прямой) к северо-востоку от села Сухой Ракит.

## История
Заселение началось в 1913 году на территории переселенческого участка «Свиные колки» (образован в 1910 г.) выходцами из Херсонской губернии. В 1928 г. состоял из 58 хозяйств. В административном отношении входил в состав Сухо-Ракитского сельсовета Благовещенского района Славгородского округа Сибирского края.
В 1930-е годы образован колхоз «Новая жизнь». С 1950-х годов являлся отделением колхоза «Красный боец».

## Население
В 1913 году на веселках проживало 289 человек (147 мужчин и 142 женщины), основное население — русские